# آدیپوکین
آدیپوکین (انگلیسی: Adipokine) یا آدیپوسیتوکین عبارتند از گروهی از سیتوکین‌ها که توسط بافت چربی تولید و ترشح می‌شوند مانند: لپتین، آدیپونکتین، رزیستین، اینترلوکین ۶ و عامل نکروز توموری آلفا (TNFα)